# Anaxipha chichimeca
Anaxipha chichimeca är en insektsart som först beskrevs av Henri Saussure 1878.  Anaxipha chichimeca ingår i släktet Anaxipha och familjen syrsor. Inga underarter finns listade i Catalogue of Life.